# Đảng Cộng hòa (Campuchia)
Đảng Cộng hòa Campuchia là một đảng phái chính trị được thành lập trong thời kỳ Cộng hòa Khmer (1970-1975).

## Lịch sử
Đảng Cộng hòa là một trong các đảng phái mới được hình thành từ sau cuộc đảo chính Campuchia năm 1970 lật đổ chế độ Sangkum của Hoàng thân Norodom Sihanouk. Đảng được thành lập lần đầu tiên vào năm 1971 với tên gọi "Hiệp hội Cộng hòa Độc lập" bởi Tep Khunnah, một đồng minh thân cận của nhà lãnh đạo cuộc đảo chính là Hoàng thân Sisowath Sirik Matak. Đảng Cộng hòa chính thức kiến tạo vào ngày 15 tháng 6 năm 1972 để chuẩn bị cho cuộc bầu cử quốc hội sẽ được tổ chức năm đó, Sirik Matak làm Tổng thư ký. Thông qua biểu tượng của người đứng đầu nam và nữ, để chỉ ra sự nhấn mạnh về "giá trị gia đình".
Đảng Cộng hòa về cơ bản là một công cụ vì lợi ích của Sirik Matak và chức năng chủ yếu nhằm thay thế khối sức mạnh của các nhà lãnh đạo cuộc đảo chính khác như tướng Lon Nol, có người em trai Lon Non đứng đầu Đảng Cộng hòa Xã hội (PSR). Do đó, về sau được nuôi dưỡng làm cơ sở quyền lực của chủ nghĩa dân túy, bao gồm cả sinh viên cấp tiến và quan trọng hơn chính là Lực lượng Vũ trang Quốc gia Khmer, Đảng Cộng hòa đã thu hút các tầng lớp đô thị, các doanh nhân người Hoa-Khmer và một số ít sĩ quan quân đội (như Thongvan Fanmuong). Mặc dù nền tảng dân tộc của Đảng Cộng hòa xét theo nhiều hướng cũng tương tự như của Đảng Xã hội Cộng hòa, thế nhưng phong cách xa rời quần chúng của Sirik Matak đã đặt ông vào thế bất lợi cho chủ nghĩa dân túy của Lon Nol. Khi cuộc bầu cử cuối cùng được tổ chức vào ngày 3 tháng 9 năm 1972, Đảng Cộng hòa từ chối tham gia với lý do có quá nhiều gian lận nhằm ủng hộ Đảng Cộng hòa Xã hội thắng cử.
Tình hình chính trị tại Cộng hòa Khmer tiếp tục xấu dần, vào ngày 25 tháng 3 năm 1973, Tep Khunnah là mục tiêu của một vụ ám sát khi bị một quả lựu đạn ném vào chiếc xe của ông. Sự kiện này được nhiều người tin rằng là tác phẩm của Lon Non, do "Tiểu đoàn An ninh Cộng hòa" của ông còn gắn liền với các hoạt động như vậy của cơ quan tình báo phương Tây.
Trước sứp ép từ Mỹ, những người muốn thấy một chính phủ vững mạnh hơn ở Phnôm Pênh, cuối cùng dẫn đến việc Lon Non phải từ chức và bỏ sang tạm lánh ở Paris, Pháp. Một "Hội đồng Chính trị Tối cao" được thiết lập, bao gồm Sirik Matak, Lon Nol, Cheng Heng và In Tam. Đại biểu Đảng Cộng hòa được mời vào chính phủ liên hiệp trên thực tế, mặc dù họ không được phép bỏ phiếu trong Quốc hội và vẫn bị xem là bất hợp pháp. Tep Khunnah đã có lúc chạy đi kiếm Lon Non trong một câu lạc bộ đêm ở Paris, đấm ông ta gãy vài cái răng.
Bất chấp sự bổ nhiệm của "Hội đồng Chính trị Tối cao", Sirik Matak và các đảng viên Đảng Cộng hòa không thể phá vỡ sự thống trị của Đảng Cộng hòa Xã hội trước khi nước Cộng hòa Khmer sụp đổ hoàn toàn vào ngày 17 tháng 4 năm 1975, kéo theo sự tan rã các đảng phái chính trị của chế độ cũ.